# 少子高齢化
少子高齢化（しょうしこうれいか）とは、ある国や地域において、少子化と高齢化が同時に進行すること。経済企画庁内閣府の造語である。出生率の低下と平均寿命の増大が同時に進行することにより、若年者の数と人口に占める比率がともに低下し、高齢者の数と人口に占める割合がともに上昇していくことである。先進国によく見られ、その原因としては、教育競争に掛かる私教育費など子育ての金銭的負担の増加から若者が結婚をためらうことにあると思われる。

## 国際連合の定める高齢化率
国際連合（UN）は、高齢化率について以下の3段階を定義している。
| 高齢化社会 | 高齢化率7%以上14%未満  |
| 高齢社会   | 高齢化率14%以上21%未満 |
| 超高齢社会 | 高齢化率21%以上        |

## 日本での少子高齢化
平成時代に入って以降、少子高齢化は日本の深刻な人口問題として取り上げられていた。
2020年現在、日本国全体での高齢化率は28.7％である。現段階で日本は、高齢化率21%以上の超高齢社会に該当している。

## 引き起こされる諸問題
少子高齢化によって引き起こされる問題としては次のようなものがある。
- 日本の4月1日（新年度の初日）時点での15歳以上64歳までの生産年齢人口（労働力人口）の減少による国力の低下
- 若年労働者の減少による深刻な人手不足
- 消費者の減少による経済の縮小
- 高齢者の増加による国民負担率の増加
- 家族・親戚関係の希薄化[5]
日本では相続人の不存在を理由に遺産が国庫入りするケースが年々増加しており、2017年度には500億円を超える額となった。遺産の受取人がいない理由の一つには、少子高齢化問題の存在がある。

少子高齢化を解決する手段として、第三次産業革命・第四次産業革命による給与アップ、人手不足による給与アップ、配偶者控除による給与アップと日本では外国人労働者の受け入れに関して分析や提言などが行われるようになった。

### 少子高齢化の年問題
- 2030年には、少子高齢化、超高齢化社会がさらに進み、国内人口の3人に1人が65歳以上、6人に1人が75歳以上になると想定されている。